# Aeroportul Coposa
Aeroportul Coposa (IATA: CPP, ICAO: SCKP) este un aeroport din Provincia Tamarugal, Regiunea Tarapacá, Chile. Aeroportul a fost tranzitat în 2022 de 12.119 pasageri.
Situat la o altitudine de 3.783 m, aeroportul dispune de o singură pistă.